# 格羅卡門嶺
71°41′S 12°20′E / 71.683°S 12.333°E
格羅卡門嶺（英語：Gråkammen Ridge）是南極洲的山嶺，位於東部南極洲的毛德皇后地，屬於沃爾塔特山脈中西彼得曼山脈的一部分，由德國探險隊發現。